# Převýšení

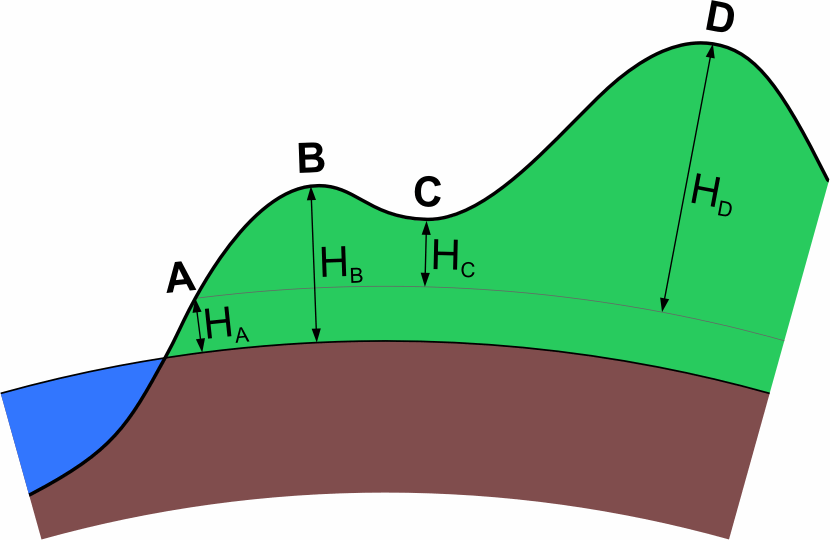
H_{A}, H_{B} .... absolutní výška (nadmořská)
H_{C}, H_{D} ... relativní výška vzhledem k bodu A
H_{B} − H_{A} .... převýšení mezi A a B (rozdíl absolutních výšek)
H_{D} − H_{C} ... převýšení mezi C a D (rozdíl relativních výšek)
H_{B} − H_{A} + H_{D} − H_{C} … kumulované převýšení mezi A a D

Převýšení je rozdíl výšek dvou bodů, a to buď absolutních (nadmořských výšek), nebo relativních, vztažených k téže hladinové ploše (jiné než střední hladina moře).

## Kumulované převýšení
Kumulované převýšení je součet dílčích převýšení během celé trasy, přičemž záporné převýšení (při sestupu) se neodečítá. Zjednodušeně jde o součet rozdílů mezi sedly (lokálními minimy) a vrcholy (lokálními maximy).
Převýšení a především kumulované převýšení se používají mj. při plánování a vyhodnocování tras pro běh, cyklistiku nebo vysokohorskou turistiku.

## Prominence
Převýšení mezi vrcholem a nejvyšším (klíčovým) sedlem s příslušným vyšším (mateřským) vrcholem se nazývá prominence (též význačnost) a určuje relativní výšku hory. Jinými slovy jde o počet výškových metrů, o které musíme minimálně sestoupit, abychom se dostali na nějaké vyšší místo.